# 恶作剧 (1889年电影)
《恶作剧》（英語：Monkeyshines）是一系列实验性无声短片，用于测试活动电影放映机的原始柱面格式，被认为是美国拍摄的第一部电影。
《恶作剧1》是威廉·肯尼迪·迪克森和威廉·海斯为爱迪生实验室拍摄的。学者们对其是1889年6月约翰·欧特主演，还是1890年11月21日至27日由G·萨科·阿尔巴尼斯主演有不同看法。两人都是公司的实验室工作人员；每种说法都有相互矛盾的证据。《恶作剧2》和《恶作剧3》迅速跟进以测试其他条件。
这些电影旨在用于新相机系统的内部测试，并非用于商业用途。所有这三部电影都是一个模糊的白色身影，站在一个地方做大動作，只有几秒钟。我们永远都不会知道《恶作剧3》究竟是什么样的，因为它已消失，成为我们所知道的第三部散失電影。